# Norra Storfjället
Norra Storfjället est un massif montagneux situé dans le comté de Västerbotten, en Laponie suédoise. Le massif est en grande partie inclus dans la réserve naturelle de Vindelfjällen. Il culmine à 1 768 m au Norra Sytertoppen. Les autres sommets notables du massif sont Måskostjakke (1 690 m) et Södra Sytertoppen (1 685 m). Il est découpé en son centre par l'étroite et profonde vallée Syterskalet/Viterskalet, qui est l'une des icônes de la réserve et est parfois comparée à la célèbre Lapporten de par son profil symétrique. Un domaine skiable s'étend sur le versant sud-est du massif, à proximité d'Hemavan.